# Dorothy Manley
Dorothy Manley, también llamada Dorothy Hall (Manor Park, Reino Unido, 29 de abril de 1927 - 3 de noviembre de 2021) fue una atleta británica especialista en la prueba de 100 m en la que llegó a ser subcampeona olímpica en 1948.

## Carrera deportiva
En los JJ. OO. de Londres 1948 ganó la medalla de plata en los 100 metros lisos, con un tiempo de 12.2 segundos, llegando a meta tras la neerlandesa Fanny Blankers-Koen que con 11.9 segundos igualaba el récord olímpico, y por delante de la australiana Shirley Strickland (bronce con 12.2 s).

## Vida personal
Se casó en 1949 con Peter Hall, quien murió en 1973. Posteriormente en 1979 se casó con el también atleta británico John Parlett, con quien tuvo tres hijos.